# Leptoclinus maculatus
Leptoclinus maculatus is een straalvinnige vissensoort uit de familie van stekelruggen (Stichaeidae). De wetenschappelijke naam van de soort is voor het eerst geldig gepubliceerd in 1838 door Fries.